# Неуловимый (фильм, 2009)
«Неуловимый» (там. அயன், Ayan) — индийский авантюрный фильм режиссёра К. В. Ананда 2009 года, снятый на тамильском языке. Главные роли исполнили Сурья Шивакумар и Таманна Бхатия. Сюжет фильма рассказывает об обаятельном контрабандисте, чью жизнь осложняет конкурент, не гнушающийся в своей работе никакими методами.
Фильм получил положительные отзывы критиков, статус «блокбастер» по итогам проката и первое место среди тамильских фильмов 2009 года по величине кассовых сборов. Картина также принесла создателям три Filmfare Awards South.

## Сюжет
Дева живёт в Ченнаи и работает на контрабандиста Арумугадаса, провозя через таможню различные товары. Позже к ним присоединяется Читти, которого Дева учит тонкостям работы. Контрабандисты вынуждены скрывать свой бизнес не только от официальных властей, но и от конкурента Камлеша, которого они всё время обходят. В том числе, только Дева имеет возможность ввозить в страну бриллианты из Африки.
В один день Арумугадас заключает сделку о хранении контрабандного золота. Дева, приехавший помогать, получает странный звонок от Читти и понимает, что тот сдал их, и скоро будет облава. Золото удаётся перепрятать в последнюю минуту. Читти же признаётся, что всё это время работал на Камлеша, после чего их пути расходятся. Читти начинает помогать Камлешу в перевозке наркотиков. В первом же рейсе он оказывается соседом Девы в самолёте. К концу рейса ему становится плохо из-за интоксикации. Дева пытается отвезти его к доктору, но покупатели наркотиков увозят Читти с собой. Чтобы долго не возиться, они вспарывают Читти живот и достают товар. Умирающий парень, просит нашедшего его Деву сжечь его тело, чтобы избежать позора.
По возвращении в Индию Дэву арестовывают за убийство бывшего друга. Но от тюрьмы его спасает сестра Читти, Ямуна, которая нашла в привезённых Девой вещах видеозапись, сделанную её братом перед смертью.
Арумугадас пытается оградить Деву от опасности, вывезя из страны. Но в аэропорту того задерживают после очередной подставы Камлеша. В ответ Дева сдаёт всех нарко-курьеров конкурента и предлагает таможенникам помощь в поимке его самого. Камлеш терпит убытки, но избегает ареста. Он крадёт пароль для связи с африканскими торговцами бриллиантами и подстраивает аварию, в которой гинет Арумугадас. Пострадавший в той аварии Дева приходит в себя в больнице и отправляется в след за Камлешем в Африку. Ему удаётся расправиться с врагом, но на индийской таможне его вновь задерживают за контрабанду.

## В ролях
- Сурья — Дева
- Таманна — Ямуна, сестра Читти
- Прабху[англ.] — Арумугадас
- Джаган[англ.] — Читти Бабу
- Акашдип Сайгал[англ.] — Камлеш
- Карунас[англ.] — Дилли, помощник Арумугадаса
- Ренука[англ.] — Кавери Велусами, мать Девы
- Понваннан[англ.] — Дж. Партибан, таможенник
- Дели Ганеш — таможенник
- Коэна Митра[англ.] — камео в песне «Honey Honey»

## Производство
Дебютировав как режиссёр, К. В. Ананд решил сделать свой следующий фильм крупным проектом с большим бюджетом.
Сюжет был выбран вместе с писателем Субхой как необычный, но имеющий широкие возможности развлечь зрителя. Вместе они разрабатывали сценарий 20 дней, но когда были готовы начать, Ананду предложили место кинооператора в «Босс Шиваджи». Сначала он отказался, но под давлением семьи дал своё согласие. Снимая «Шиваджи» он продолжал работать над сценарием «Неуловимого».
Его Ананд пересказал Сурье, с которым познакомился ещё будучи оператором в его дебютном фильме Nerrukku Ner (1997). Ранее он предлагал актёру роль в своём первом режиссёрском проекте Kana Kandaen (2005), но тот не захотел играть отрицательную роль, и она отошла Притхвираджу. Но на этот раз Сурья сразу согласился.
Героиней была выбрана Таманна, которую Ананд увидел в телужском фильме «Счастливые дни». В качестве антагониста был приглашен болливудский актёр Акашдип Сайгал.
Одна из ключевых ролей второго плана досталась ведущему актёру прошлых лет Прабху Ганешану.
Оператором фильма стал М. С. Прабху, который вместе с Анандом был учеником П. Ч. Шрирама.
Съёмки фильма были запущены 24 марта 2008 года.
В Ченнаи для съёмок художником-постановщиком Радживаном были возведены декорации, имитирующие грузовой аэропорт. Часть сцен были отсняты в Куала-Лумпуре (Малайзия) и Занзибаре (Танзания).
Музыкальный номер на песню «Nenja Nenje» был снят на границе Намибии и Ботсваны в зимний сезон, когда температура воздуха упала до 5°С.
Все трюки в фильме Сурья выполнял сам.
Изначально картина называлась Boomathiya Regai (рус. Экватор), но затем была переименована.
Но и название Ayan, которое сам Ананд переводит как «выдающийся, незаурядный», и которое является одним из имён бога Брахмы в тамильском языке, предлагалось сменить из-за не тамильского происхождения.

## Саундтрек
| №                   | Название            | Текст песни         | Исполнители                     | Длительность |
| ------------------- | ------------------- | ------------------- | ------------------------------- | ------------ |
| 1.                  | «Pala Pala»         | Н. Муттуккумар      | Харихаран                       | 5:25         |
| 2.                  | «Vizhi Moodi»       | Н. Муттуккумар      | Картик                          | 5:32         |
| 3.                  | «Oyaayiye Yaayiye»  | П. Виджай           | Бэнни Дайял, Харичаран, Чинмайи | 5:33         |
| 4.                  | «Nenje Nenje»       | Вайрамутту          | Хариш Рагхавендра, Махати       | 5:44         |
| 5.                  | «Honey Honey»       | П. Виджай           | Саянора Филипп, Деван Екамарам  | 5:19         |
| 6.                  | «Oh Super Nova»     | Н. Муттуккумар      | Криш                            | 2:37         |
| Общая длительность: | Общая длительность: | Общая длительность: | Общая длительность:             | 27:36        |

## Критика
Малати Рангараджан из The Hindu написала «„Неуловимый“ — это шоу Сурьи от начала до конца. Он несет на себе бремя с улыбкой, а игнорирующие смерть трюки подчёркивают сильный образ, который он стремится показать».
Сундар Саруккай из Outlook отметил, что «фильм имеет успех на уровне эмоций. Он работает как приключенческое дурачество, с хорошо отснятыми сценами боёв. История пытается быть последовательной, и повествование до некоторой степени честно».
Павитра Шринивасан с сайта Rediff.com оценила «нить логики, пронизывающую практически каждую схватку, и способ, которым сценарий К. В. Ананда прикрывает все углы», добавив, что «есть неизменное сходство с „Поймай меня, если сможешь“».
Sify заметил, что «история может быть старой, как горы, но повествование и то, как оно развертывается, идеально. Первая половина быстрая и яростная, и заставляет вас хотеть больше, но после интервала течение немного замедлится, в связи с введением основных коммерческих элементов, таких как чувства и item-номер».
Behindwoods.com назвал единственным бельмом на глазу в фильме — Аашдипа Сайгала, который вместе со своей запутанной мимикой и плохой синхронизацией губ ничего не может сделать нормально.
IndiaGlitz заключил, что «хотя сюжетная линия знакома и часто видана в прошлом, быстрое повествование и захватывающие визуальные эффекты обеспечивают фильму необходимую изюминку».
Баладжи Баласубраманиам с сайта Thiraipadam.com написал в своём отзыве: «мускулы берут верх в „Неуловимом“, который — гораздо более явная масала, чем предыдущий фильм режиссёра (бывший интеллектуальным триллером), но он не становится так уж плох, поскольку Ананд оказывается в равной степени способен экранизировать боевик».

## Награды и номинации
| Награды и номинации            | Награды и номинации               | Награды и номинации                    | Награды и номинации | Награды и номинации |
| Награда                        | Категория                         | Номинант                               | Результат           | Ссылка              |
| ------------------------------ | --------------------------------- | -------------------------------------- | ------------------- | ------------------- |
| Mathrubhumi Amrita awards      | Лучшая женская роль               | Сурья (совместно с «Адаван»)           | Победа              | [ 22 ]              |
| Vijay Awards                   | Любимый фильм                     |                                        | Победа              | [ 23 ] [ 24 ]       |
| Vijay Awards                   | Любимый режиссёр                  | К. В. Ананд                            | Номинация           | [ 23 ] [ 24 ]       |
| Vijay Awards                   | Любимый герой                     | Сурья                                  | Номинация           | [ 23 ] [ 24 ]       |
| Vijay Awards                   | Любимая героиня                   | Таманна                                | Номинация           | [ 23 ] [ 24 ]       |
| Vijay Awards                   | Best Entertainer                  | Сурья                                  | Победа              | [ 23 ] [ 24 ]       |
| Mirchi Music Awards South      | Лучший альбом года                | Ayan                                   | Победа              | [ 25 ]              |
| Mirchi Music Awards South      | Альбом года по выбору слушателей  | Ayan                                   | Победа              | [ 25 ]              |
| Filmfare Awards South (Тамили) | Лучший фильм                      |                                        | Номинация           | [ 26 ]              |
| Filmfare Awards South (Тамили) | Лучшая режиссура                  | К. В. Ананд                            | Номинация           | [ 26 ]              |
| Filmfare Awards South (Тамили) | Лучшая мужская роль               | Сурья                                  | Номинация           | [ 26 ]              |
| Filmfare Awards South (Тамили) | Лучшая мужская роль второго плана | Джаган                                 | Номинация           | [ 26 ]              |
| Filmfare Awards South (Тамили) | Лучшая мужская роль второго плана | Прабху                                 | Номинация           | [ 26 ]              |
| Filmfare Awards South (Тамили) | Лучшая женская роль второго плана | Ренука                                 | Номинация           | [ 26 ]              |
| Filmfare Awards South (Тамили) | Лучший мужской закадровый вокал   | Хариш Рагхавендра («Nenje Nenje»)      | Номинация           | [ 26 ]              |
| Filmfare Awards South (Тамили) | Лучший мужской закадровый вокал   | Картик («Vizhi Moodi»)                 | Номинация           | [ 26 ]              |
| Filmfare Awards South (Тамили) | Лучшая музыка к песням            | Харриш Джаярадж                        | Победа              | [ 27 ]              |
| Filmfare Awards South (Тамили) | Лучшие стихи к песне              | Н. Мутукумар («Vizhi Moodi»)           | Победа              | [ 27 ]              |
| Filmfare Awards South (Тамили) | Лучшая хореография                | Динеш                                  | Победа              | [ 27 ]              |
| South Scope Awards             | Лучшая мужская роль               | Сурья                                  | Номинация           | [ 28 ] [ 29 ]       |
| South Scope Awards             | Лучшая мужская роль второго плана | Прабху                                 | Победа              | [ 28 ] [ 29 ]       |
| South Scope Awards             | Лучшее исполнение комической роли | Джаган                                 | Номинация           | [ 28 ] [ 29 ]       |
| South Scope Awards             | Лучшая музыка к песням            | Харриш Джаярадж (совместно с «Адаван») | Победа              | [ 28 ] [ 29 ]       |
| South Scope Awards             | Лучший мужской закадровый вокал   | Хариш Рагхавендра («Nenje Nenje»)      | Номинация           | [ 28 ] [ 29 ]       |
| South Scope Awards             | Лучшие стихи к песне              | Н. Мутукумар («Vizhi Moodi»)           | Победа              | [ 28 ] [ 29 ]       |
| South Scope Awards             | Лучшая операторская работа        | М. С. Прабху                           | Номинация           | [ 28 ] [ 29 ]       |